# 東方駅 (海南省)
東方駅（とうほうえき）は中華人民共和国海南省東方市に位置する中国国鉄の駅。海口 - 三亜間の中間駅で唯一海南西環線が客扱いを行う駅(それ以外の海南西環線の駅は全て貨物駅か信号場)。市街地は海沿いにあり、市内バスで向かうことになる。市街地には八所駅(貨物駅)のある八所港もある。

## 利用可能な鉄道路線
中国国鉄
海南西環線
海南西環高速鉄道

## バス
駅前にはほとんど人影を見ないが、市街地に向かうバスは結構出ている。

## 駅周辺
大きなマンションや商店が見えるが、ほとんど営業していない。

## 歴史
- 2005年10月 - 海南西環線の駅として開業。
- 2007年4月18日 - 海口 - 叉河間が開通。鉄道連絡船を通して中国本土と連結。
- 2015年12月30日 - 海南西環高速鉄道が開通、乗り入れ。駅舎も現駅舎に建て替え。

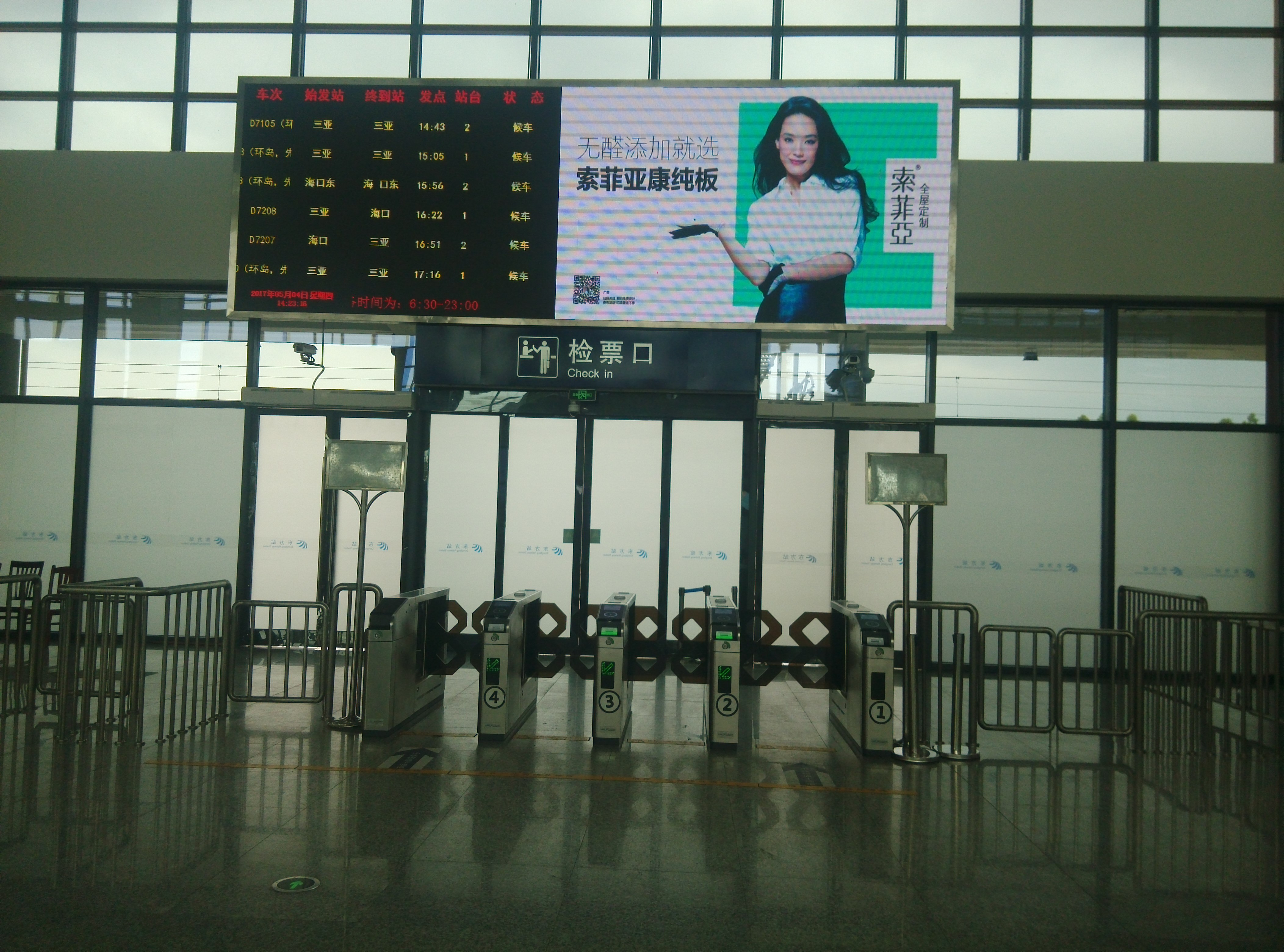
東方駅構内
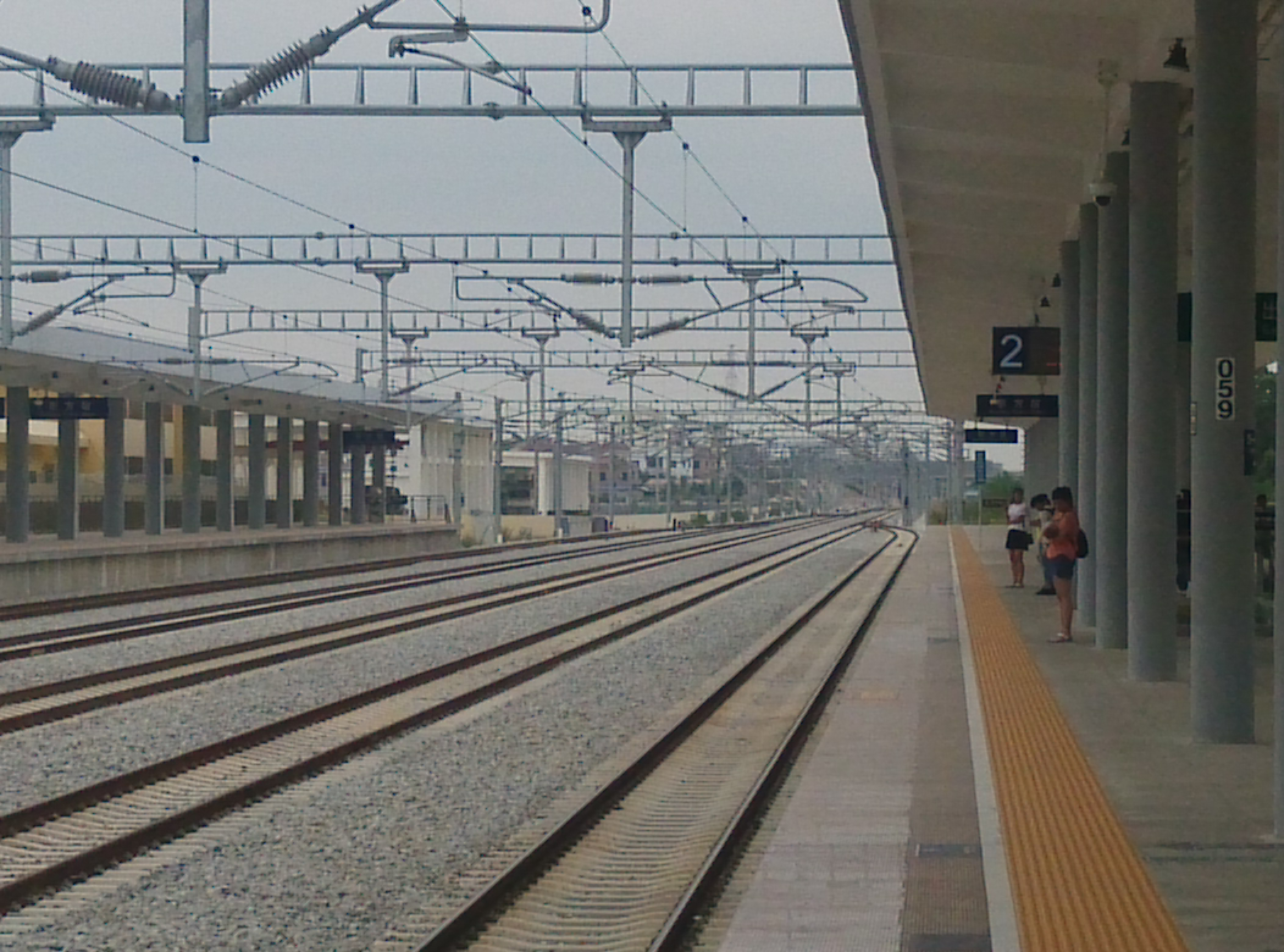
高鉄線ホーム
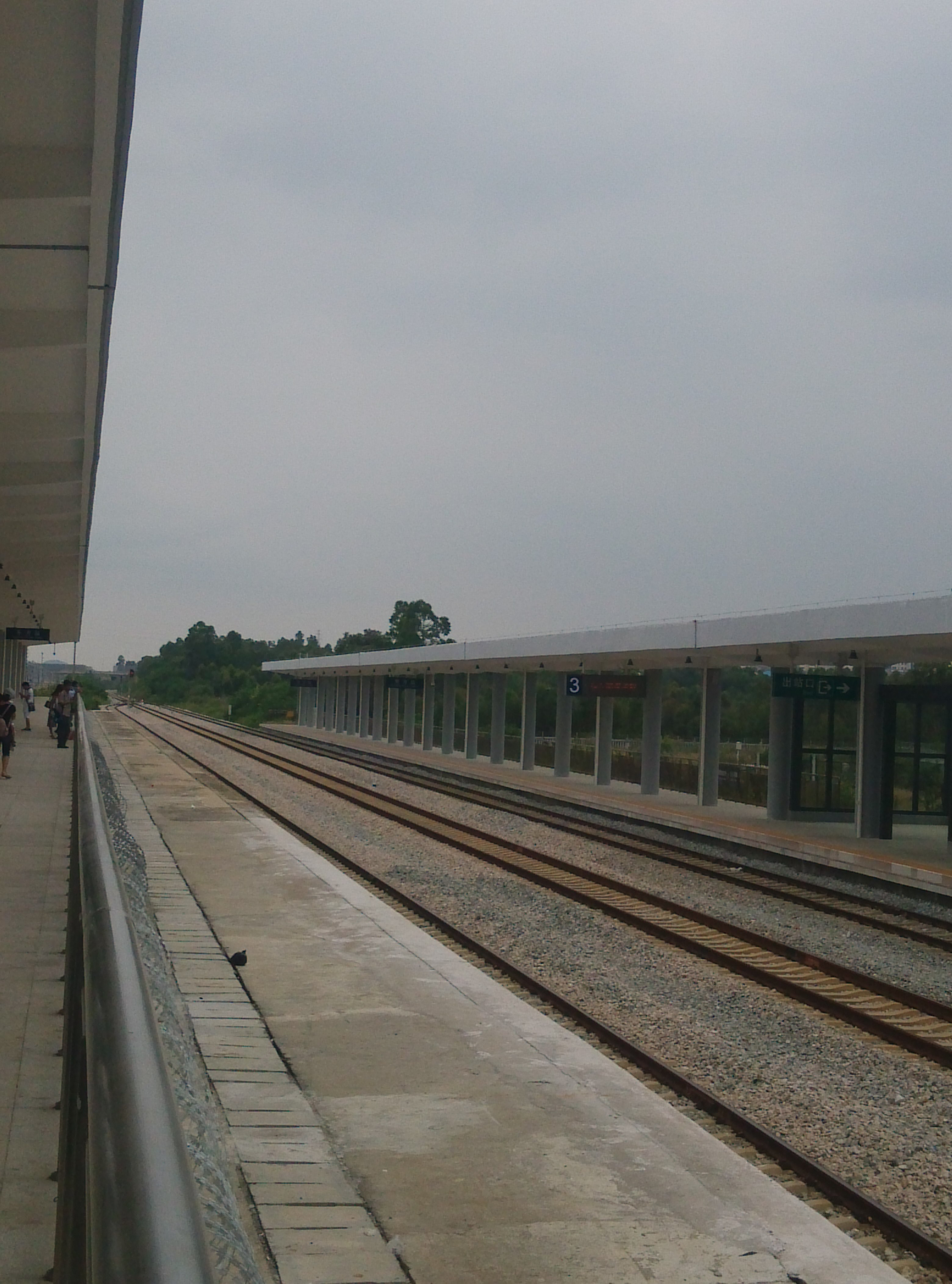
海南西環線ホーム
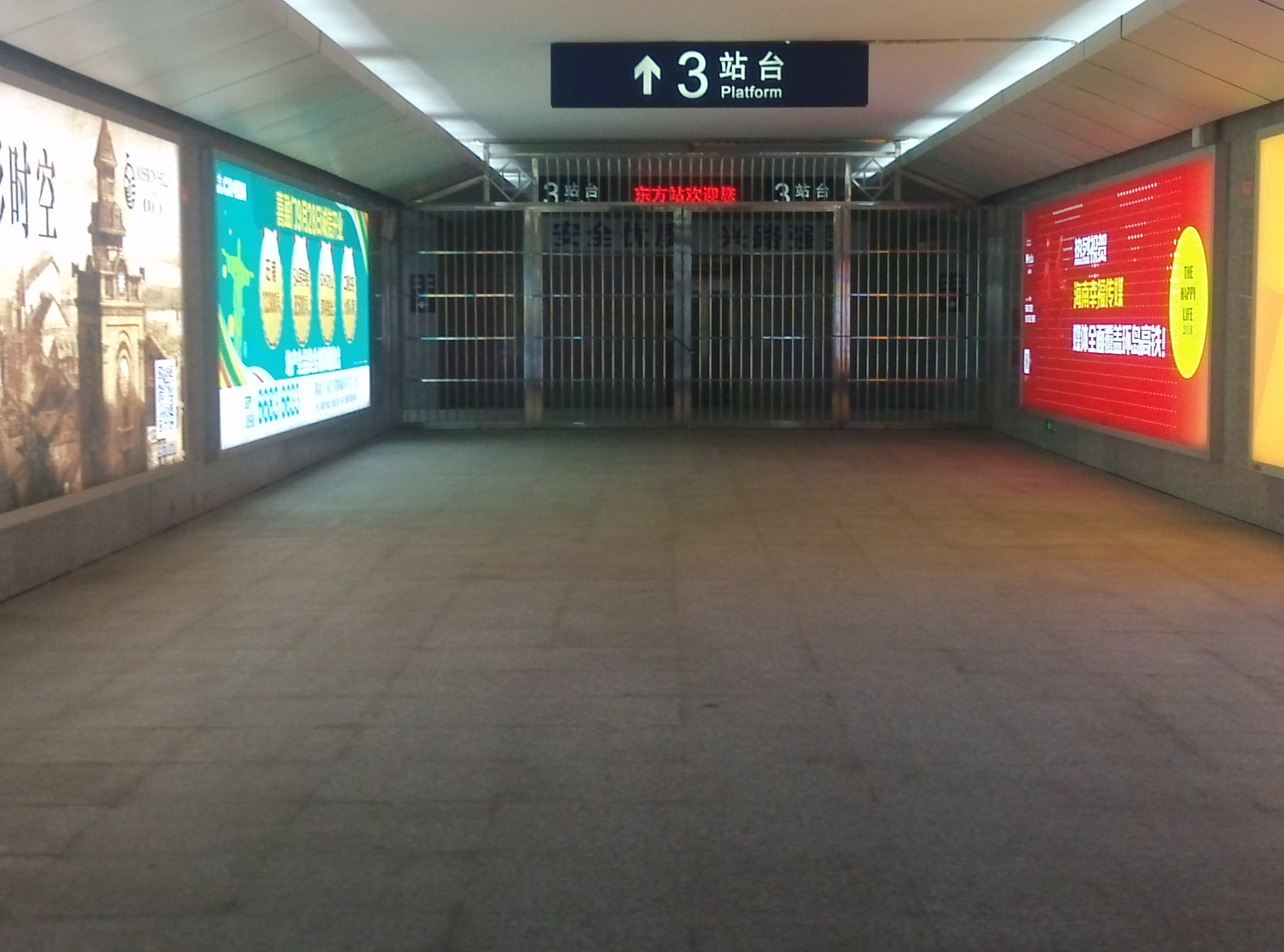
海南西環線ホーム（3番ホーム）ゲート。列車到着時以外は施錠されていて入ることが出来ない。
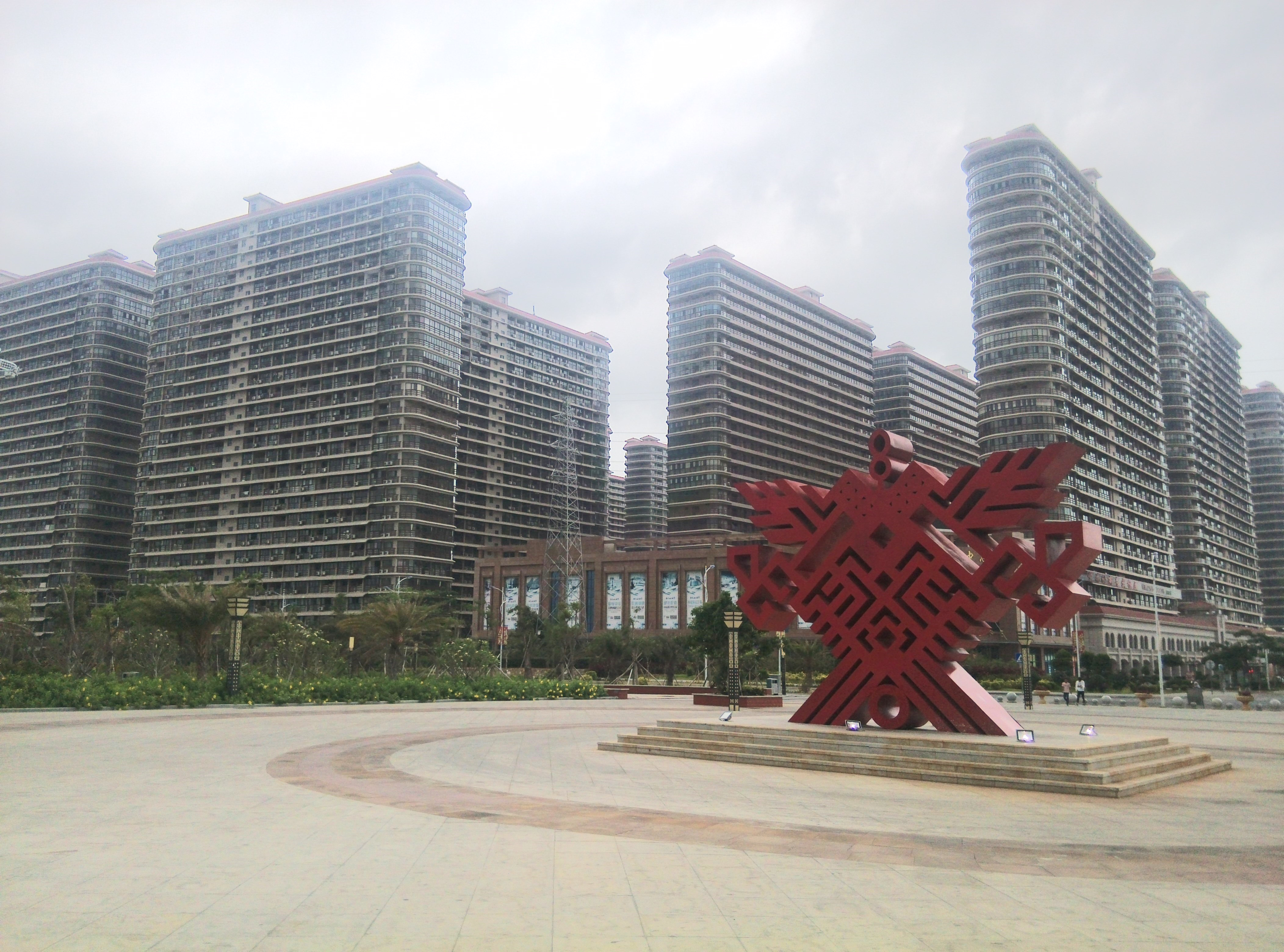
海南西環高鉄東方駅前に聳え立つマンション群。だがほぼ無人。

## 隣の駅
中国国鉄
海南西環線
昌感駅 - 東方駅 - 感城駅
海南西環高速鉄道
棋子湾駅 - 東方駅 - 金月湾駅